# Crkvena (rivière)
Pour l’article homonyme, voir Crkvena.
La Crkvena (en serbe cyrillique : Црквена) est une rivière de Bosnie-Herzégovine, affluent du Vrbas.
La Crkvena appartient au bassin versant de la mer Noire. Elle n'est pas navigable. Elle traverse la région de la Ville de Banja Luka.